# 博勵治
皮埃尔·马塞尔·卜力維 PC MP（1979年6月3日—），加拿大中文媒体称其为，加拿大政治人物，現任官方反對黨領袖、加拿大保守黨黨魁和眾議院巴特河—克勞福特選區议员。他曾於2004年至2025年任卡爾頓選區议员。2013年至2015年博勵治曾在保守黨總理哈珀內閣中担任民主改革部长，并于2015年2月至11月担任就業和社會發展部長。
博勵治畢業于卡尔加里大学，获得国际关系和商业文学学士学位。其後，他担任加拿大联盟的黨領戴國衛的顾问。他在2004年聯邦大選後首次當選下議院議員，首先代表渥太华地区的尼宾-卡爾頓選區，2015年起代表了重新建立的卡爾頓選區。从2017年到2022年，他担任保守党影子内阁的評議員，并短暂担任就业和工业評議員。博勵治在2022年9月10日保守黨黨魁选举的首轮投票中以压倒性优势勝出成為新任保守黨黨魁兼反对党领袖。
在2025年加拿大聯邦大選中，保守黨在博勵治領導下在安大略省的大多倫多地區、一些工人階級地區（如溫莎和安省北部）、和卑詩省的溫哥華島及周邊北部海濱地區有所收獲 ，席位總數從120席增至144席，並取得了自2003年該黨成立以來的最高民選票數，議席成績第二高，僅次於2011年聯邦大選的多數派政府；然而，自由黨在特朗普和美加關係的背景下贏得第四次連任組成少數政府，博勵治則在渥太華卡爾頓選區敗給了自由黨候選人。卡爾頓是許多聯邦公務員的住所，加上他承諾削減公務員及政府開支以及過往對渥太華2022年自由車隊的支持，這些因素最終導致了他在該選區的落敗。
2025年8月18日博勵治於亞伯達省巴特河—克勞福特選區聯邦補選以壓倒性優勢當選，重返國會。

## 早年
博勵治於1979年6月3日出生於亞伯達省卡加利，親生母親是年僅16歲的高中生Jacqueline Farrell。法雷爾的父親是愛爾蘭裔加拿大人，如果她沒有把他送去收養，她原本打算給他起名叫傑夫（Jeff），這個名字直到他成年後仍偶爾被這樣被稱呼。他出生後不久就被一對法裔薩斯喀徹溫省教師夫婦Donald Poilievre與Marlene Poilievre收養 。這對夫婦後來也收養了他同父異母的弟弟Patrick，這對兄弟在卡加利郊區的一個普通家庭中長大，經常打冰球、去露營。博勵治曾就讀於亨利懷斯伍德高中（Henry Wise Wood High School）和卡加利大学。他曾是加拿大改革黨活躍黨員。

### 早年工作
他曾為加拿大电信公司研科做客服工作，並就職於一間艾伯塔省的保守派報社。他在卡加利大學修讀國際關係，兼修商業研究，2008年畢業時獲文學學士學位。1999年，作為大二學生，他向麥格納國際的「作為總理，我會……」的徵文比賽提交了一篇論文，文章題為〈通過自由建設加拿大〉，重點關注個人自由等主題，並主張對所有國會議員實行兩屆任期限制。作為決賽選手，博勵治贏得了10,000美元，該論文被發表在收集論文的@Stake的書中——「作為總理，我會……」，並獲得在麥格納公司為期四個月的實習機會。
在搬到渥太華之前的2003年，博勵治與合夥人Jonathan Denis共同創立了一家名為3D Contact Inc.的公司，專注於提供政治傳播、民意調查和研究服務。他曾為一個叫Campaign to Draft Stockwell Day的組織工作，該組織想協助戴國衛競選成為加拿大聯盟黨魁，他隨後參加了戴國衛的黨領競選活動。幾年後，在戴國衛擔任官方反對黨領袖之後，博勵治為戴國衛擔任顧問。

## 早期政治生涯

### 後座議員（2004年-2013年）
2004年聯邦大選前夕，博勵治在尼皮安-卡爾頓選區中贏得保守黨議員提名，對上聯邦自由黨時任國防部長兼該選區議員大衛‧普拉特。最终博勵治贏得了尼宾-卡爾頓選區，但只建立了一年的聯邦保守黨未能擊敗保羅·馬田的自由黨政府。博勵治在25歲時與安德魯·熙爾一起進入第38屆加拿大議會，成為保守黨黨團中最年輕的黨員。
博勵治致力於正處於擴建工程之中的皇后大道卡爾頓醫院免除租金，因為該醫院與國家首都委員會的租約將於2013年到期，面臨著省級營運資金的削減和租金的上漲。為了免除醫院支付的租金，博勵治於2005年6月20日提出了一項私人議員法案C-414，名為《防止加拿大政府向非營利醫院收取租金的法案》。該法案以165比111的投票結果被否決，但尼皮安-卡爾頓選區省議員白諤德主張醫院每年只支付1加元的租金 ，並在白諤德第二年成為聯邦財政委員會主席後實施了該法案。
博勵治也發起了2005年5月11日提出的C-383號私人議員法案，旨在通過請願書來罷免國會議員，並於2005 年11月24日提出了C-456號法案，將父母責任納入《刑事法典》規定，父母因疏忽、不當行為或缺乏適當行動導致其子女犯罪的行為屬於犯罪行為。
2006年聯邦大選博勵治再次在其選區連任，這次保守黨擊敗已經執政了13年的自由黨，赢得了大選組成少數政府。總理哈珀任命博勵治擔任財政委員會主席的議會秘書，後者是他的尼宾-卡爾頓選區前任安大略進步保守黨省議員白諤德。博勵治的工作包括監督《聯邦責任法令》的起草和通過。博勵治代表加拿大政府就加拿大印第安人寄宿學校系統向CFRA新聞電台就經濟補償和寄宿學校倖存者發表講話，表示他不認為加拿大「從所有這些錢中獲得價值」，而是「我們需要培養勤奮、獨立和自力更生的價值觀。」博勵治第二天在議會道歉，他說:「議長先生，我今天起立，向原住民、眾議院和所有加拿大人全面道歉。昨天，在眾議院和所有加拿大人慶祝新開始的那一天，我發表了傷害性和錯誤的言論。我為他們承擔責任，我道歉。」
2008年聯邦大選博勵治又一次在他的選區連任，而他的保守黨少數政府連任。總理哈珀任命博勵治為總理的議會秘書。在哈珀決定加拿大因擔心反猶太言論而抵制德班審議大會後，博勵治和自由黨議員艾爾文·考特勒被派往瑞士日內瓦參加反對種族主義、歧視和迫害的替代會議。博勵治前往波蘭參加生者行进。他被任命為由哈珀和時任自由黨黨領葉禮庭委派的就業保險特別小組的成員，負責解決2008年金融危機造成的影響。他還被分配到信息、隱私和道德委員會，在那裡他表達了對攝像頭監控的擔憂，如Google街景服務，並呼籲谷歌CEO艾力·施密特特作證。
博勵治曾被稱為保守黨的「攻擊犬」。，在2009年自由黨黨領選舉之後，他發送了一份致加拿大選舉專員的信函，指控違反了有關籌款的聯邦法規。2010年，博勵治在沒有等待加拿大皇家騎警允許他進入並打開大門的情況下，博勵治開車通過了國會山的安檢門，引發了警方的調查。但其實是博勵治自己按下了入口按鈕並駕駛他的車通過。事後博勵治因被確定為司機並且事件被媒體報導後道歉。
2011年聯邦大選博勵治如常在他的選區連任，這次保守黨大勝組成了多數政府。哈珀任命博勵治為交通、基礎設施和社區部長丹尼斯·勒貝爾和安大略省南部聯邦經濟發展署（協助古德儀和傅磊才）的議會秘書。在該職位上，他負責處理議會職責和這些部門就某些問題發布的公告。博勵治反對加拿大公共服務聯盟的魁北克分會在2012年魁北克省選舉中支持魁人黨，因為該政黨主張魁北克獨立。他開始倡導一項法案將使支付工會會費成為可選的，最終和保守黨議員拉斯·希伯特的私人議員法案C-377一起通過，即修訂所得稅法（勞工組織）的法案。自由黨政府於2017年6月廢除了該法案。

### 內閣部長（2013年-2015年）

#### 民主改革國務部長

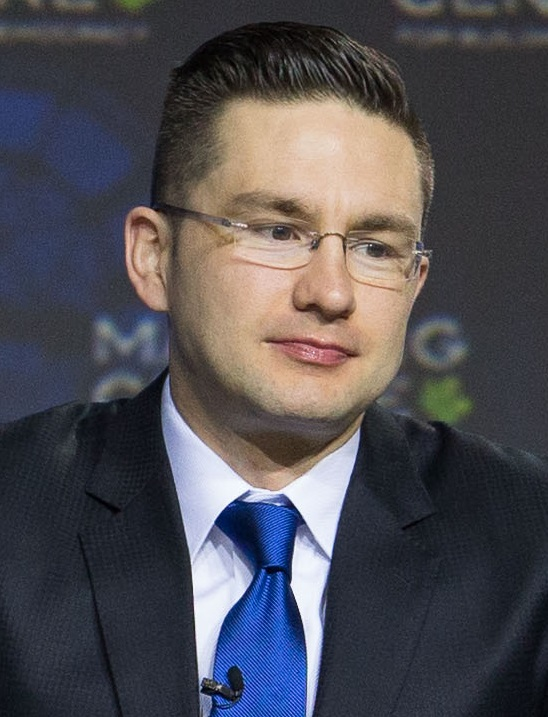
2014年的博勵治

2013年7月哈珀改組了他的內閣增加了幾名新成員，包括博勵治取代蒂姆·歐普擔任民主改革國務部長。隨著2011年加拿大聯邦大選舞弊醜聞的結束、加拿大參議院開支醜聞不斷發酵，參議院改革法案（允許每個省推薦參議院候選人並施加最長9年的任期限制）在二讀時暫停，以聽取最高法院的意見。就其合憲性而言，這一職位被媒體視為內閣中最難做的職位之一。在最高法院一致裁定參議院改革法案將需要省級的實質性同意，並且哈珀排除使用全國公投後，改革被放棄了。自由黨黨魁賈斯汀·杜魯多在控制第二大參議院席位後，杜魯多開始單方面實施他的參議院改革計劃，即通過無黨派任命程序使參議員獨立後，博勵治駁回了維持參議員應當選的措施。
2014年2月4日，作為國務部長的博勵治將法案C-23（稱為公平選舉法）引入下議院。 除其他規定外，該法案擴大了投票時接受的身份證明類型，並取消了擔保制度，即選民無需身份證即可投票，並由熟人為他們「擔保」。該法案遭到前首席選舉官讓-皮埃爾·金斯利、前審計長希拉·弗雷澤以及數十名加拿大和國際政治專家的反對——博勵治加緊了對當時加拿大選舉委員會的首席選舉官馬克·梅蘭德的攻擊，博勵治指責他想要「更多的權力、更大的預算和更少的責任」。該法案最後獲得通過並獲得御准。
博勵治是其中一位保守黨國會議員在2014年渥太華連環槍擊案中槍手進入國會大廈後抓來旗杆用作長矛於會議室大門後保護哈珀和保守黨黨團。
作為國務部長，博勵治於2014年12月將C-50法案（即公民投票法）提交下議院。該法案是政府對安大略省高級法院裁決的回應，該裁決將上訴至最高法院正如Frank v Canada (AG)案一樣，該案裁定剝奪在國外居住超過五年的僑民的選舉權是違憲的。相反，C-50法案提議增加外籍人士投票的額外文件要求。然而，它並未在2015年8月議會結束前獲得通過。

#### 就業和社會發展部長
2015年2月9日，在外交部長白諤德決定不尋求連任的推動下，在一次小型內閣改組中，總理哈珀將博勵治提升為部長級職位。他取代賈森·康尼擔任就業和社會發展部長，並接替白諤德擔任負責國家首都委員會的部長，同時繼續擔任民主改革部長。也是在那個時候，國家首都委員會正在尋求「共產主義受難者紀念碑——加拿大，避難地」的發展，並試圖決定它的位置；博勵治主張選址毗鄰加拿大最高法院大樓。
2015年7月，博勵治宣布擴大托兒福利計劃。在宣布的過程中，他身穿保守黨的T恤衫，表示這些款項來自「我們的保守黨政府」，並聲稱「如果自由黨和新民主黨上台，他們將削减福利並提高稅。」2017年晚些時候，選舉專員確定該場合類似於保守黨競選活動，而不是加拿大政府的公告。

### 官方反對黨議員和評議員（2015年-2022年）

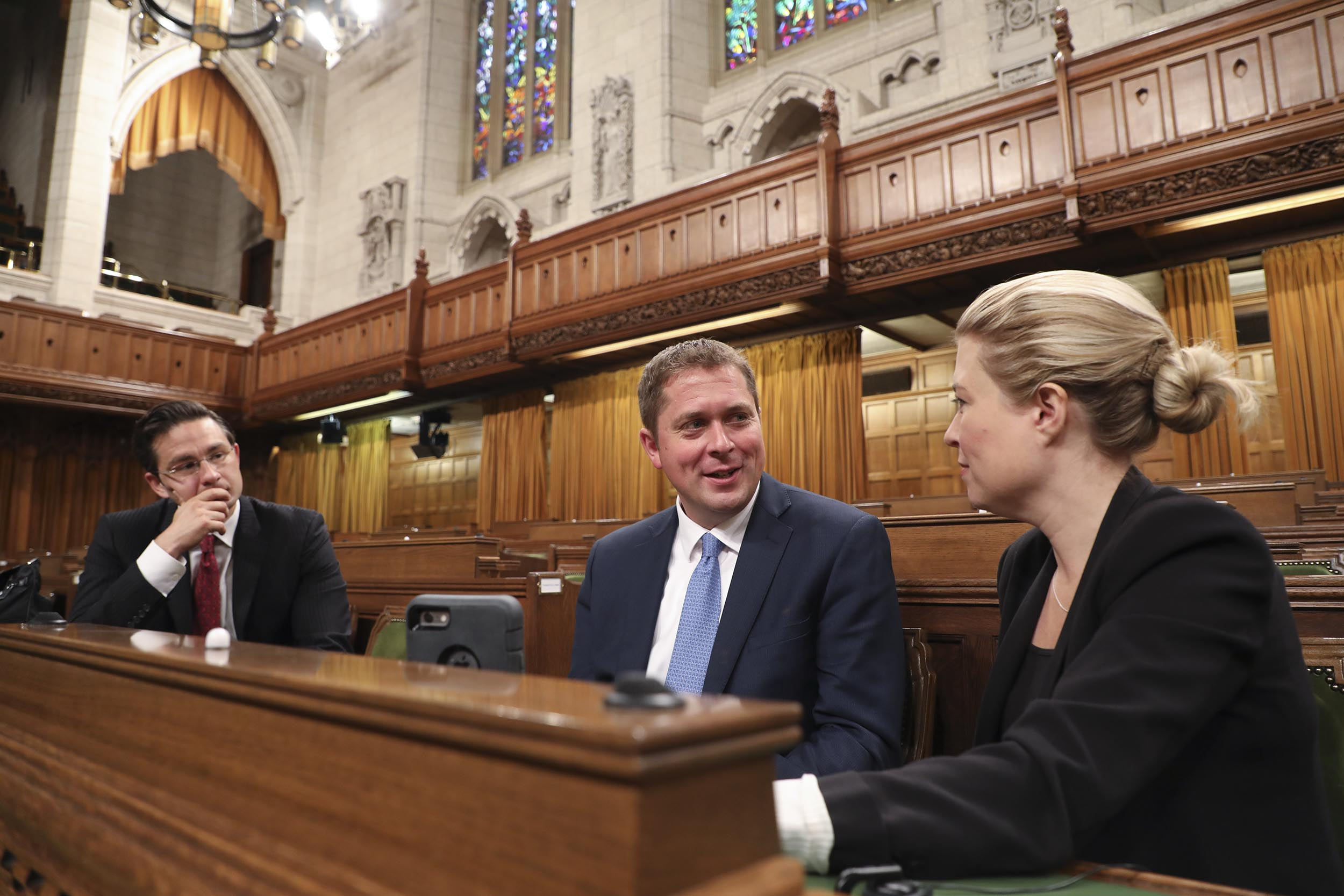
博勵治、前保守黨黨領熙爾、和林寶萊在國會山莊中央大樓議會（2017年）

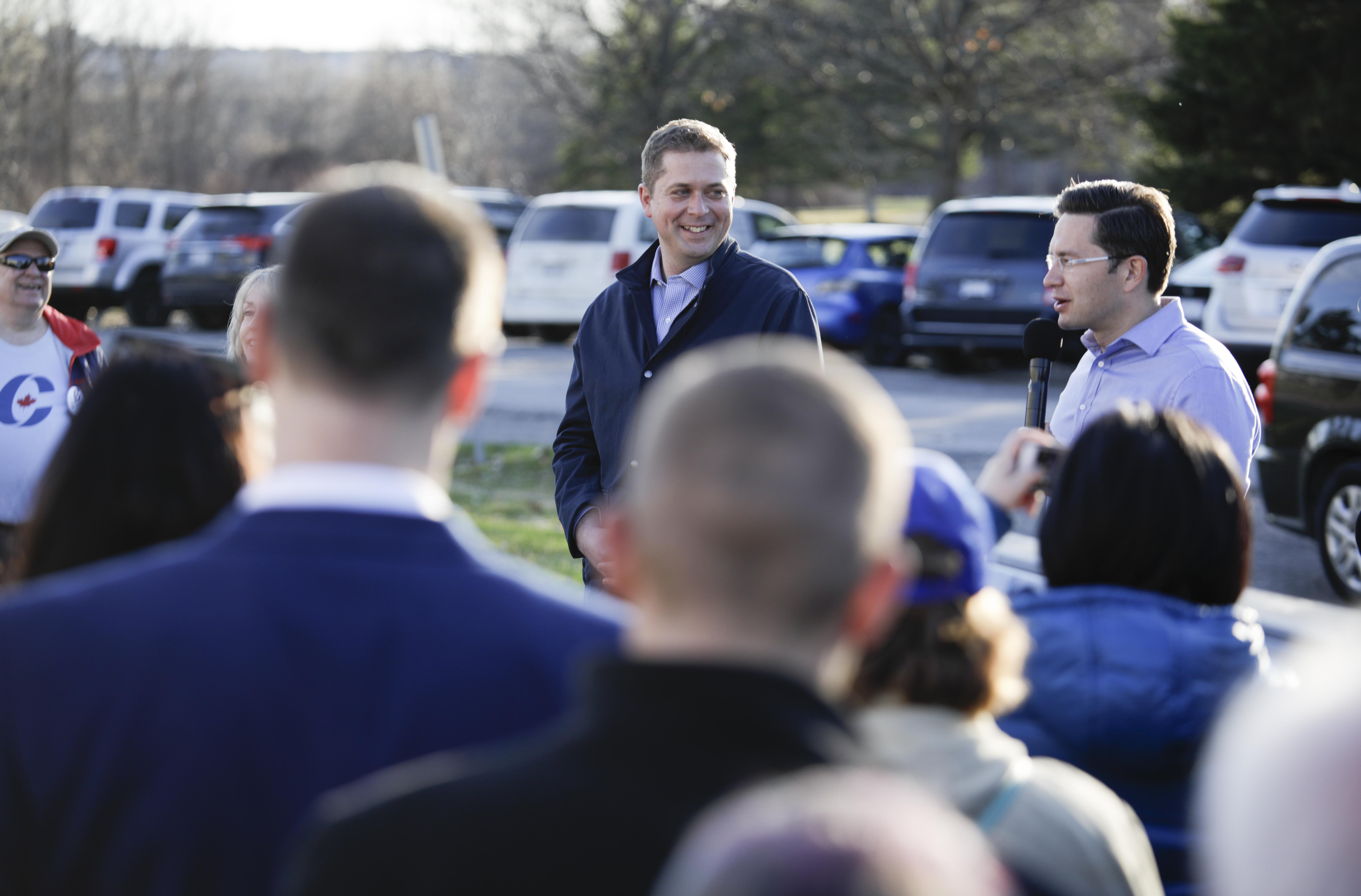
博勵治在保守黨的拉票活動上發表演說（2019年4月）

2015年加拿大联邦大选中，博勵治以微小的差距打敗自由黨候選人，贏得了新設立的卡爾頓選區，然而已執政9年的保守黨在這次選舉落敗於賈斯汀·杜魯多領導下的自由黨，成為了官方反對黨。哈珀辭職後，臨時黨魁羅娜·安布羅斯任命博勵治為保守黨在財政部相關領域的評議員，接著2016年10月安布羅斯讓他成為就業、勞工和工作機會方面的評議員。2017年8月，新黨魁安德魯·熙爾任命博勵治為財政部長的評議員。博勵治在該職位上介紹了他的第三個私人成員法案（C-395法案），該法案試圖修改《聯邦-省級安排法》，以消除適用於殘疾人的個人所得稅和工資稅。雖然它獲得了新民主黨的支持，但該法案在二讀時被否決，自由黨和魁人政團都投了反對票。在本屆議會期間，博勵治作為加拿大代表團的一員前往迪耶普，以紀念迪耶普戰役75週年。在下一次選舉前夕，博勵治利用下議院分配的所有時間來辯論2019年加拿大聯邦預算，發表了為期4天的演講，以宣傳自由黨醜聞SNC－蘭萬靈事件。
在自由黨捲入WE慈善醜聞期間，博勵治是保守黨的主要質詢人之一。2020年7月，博勵治在一次網路會議上多次質疑總理杜魯多，詢問他家人從WE慈善機構獲得的援助具體金額。杜魯道回應稱，他不知道手上有多少個這樣的數字。8月，博勵治向記者展示了被自由黨政府塗黑的WE善備忘錄。在博勵治向財政部長比爾·莫諾施壓，要求因捲入醜聞而辭職，莫諾於2020年8月17日宣布辭職。
當C-10法案（《廣播法》修正案）提出時，博勵治與保守黨黨團的其他成員一起表示反對。他將該法案描述為“審查制度”，並利用社交媒體發起反對該法案的線上請願。2019年聯邦大選博勵治再次在其選區連任，在熙爾辭去黨魁職務後，博勵治最初被認為是黨魁參選人之一。2020年1月23日他以家庭原因宣布他不會參選。新黨魁艾林·奧圖爾將博勵治保留為財政評議員，直到2021年2月10日他被艾德·法斯特取代。博勵治隨後成為就業和工業評議員，儘管他在2021年11月9日重新擔任財政部長評議員的舊職位後僅擔任該職位很短時間。博勵治在2021年聯邦大選中贏得了卡爾頓的連任。

#### 2022年加拿大保守黨黨魁選舉
正值自由車隊示威，奧圖爾因落敗聯邦大選和多次政策逆轉，於2022年2月2日被保守黨黨團的黨領審查以73對45票罷免而奧圖爾因此即日辭去黨領職務。奧圖爾下台後，有人猜測博勵治將參選黨領選舉接替他。2022年2月5日，博勵治宣布參加黨魁選舉。政治評論員和記者將博勵治描述為黨魁選舉的領跑者。
博勵治的政策可以說主要聚焦在自由和降低生活成本，並讓加拿大成為“世界上最自由的國家”。博勵治一直批評其他黨魁參選人——前任魁省省長、前任魁北克自由黨黨領莊社理和前任安大略進步保守黨黨領、現任賓頓市長彭建邦，他們被視為保守黨溫和派的一部分。博勵治指責莊社理是自由黨人，並表示彭建邦支持碳稅。
2022年4月初莊社理提出了博勵治對渥太華自由車隊的支持——正如博勵治在2月10日的播客中說：“我為卡車司機感到自豪，我與他們站在一起”——莊社理認為這樣使他失去了擔任黨魁的資格。博勵治反駁表示莊社理正在“重複自由黨關於卡車司機的謊言”，並表示莊社理為華為提供的諮詢工作“出賣了加拿大的安全”，沒有成為總理的資格。4月14日，保守黨在博勵治警告可能存在欺詐行為後，禁止使用預付信用卡購買會員資格，並取消了自2月2日以來使用這些信用卡購買的任何會員資格。截至7月4日，總共119名保守黨國會議員中已有60名支持博勵治成為新任黨領。7月25日，博勵治獲前保守黨總理史蒂芬·哈珀支持成為新任黨領。
9月10日，博勵治在首輪投票以過半數的68.15%壓倒性擊敗前魁省省長莊社理（16.07%）成為保守黨新任黨魁。

## 保守黨黨魁

### 第一次任反對黨領袖

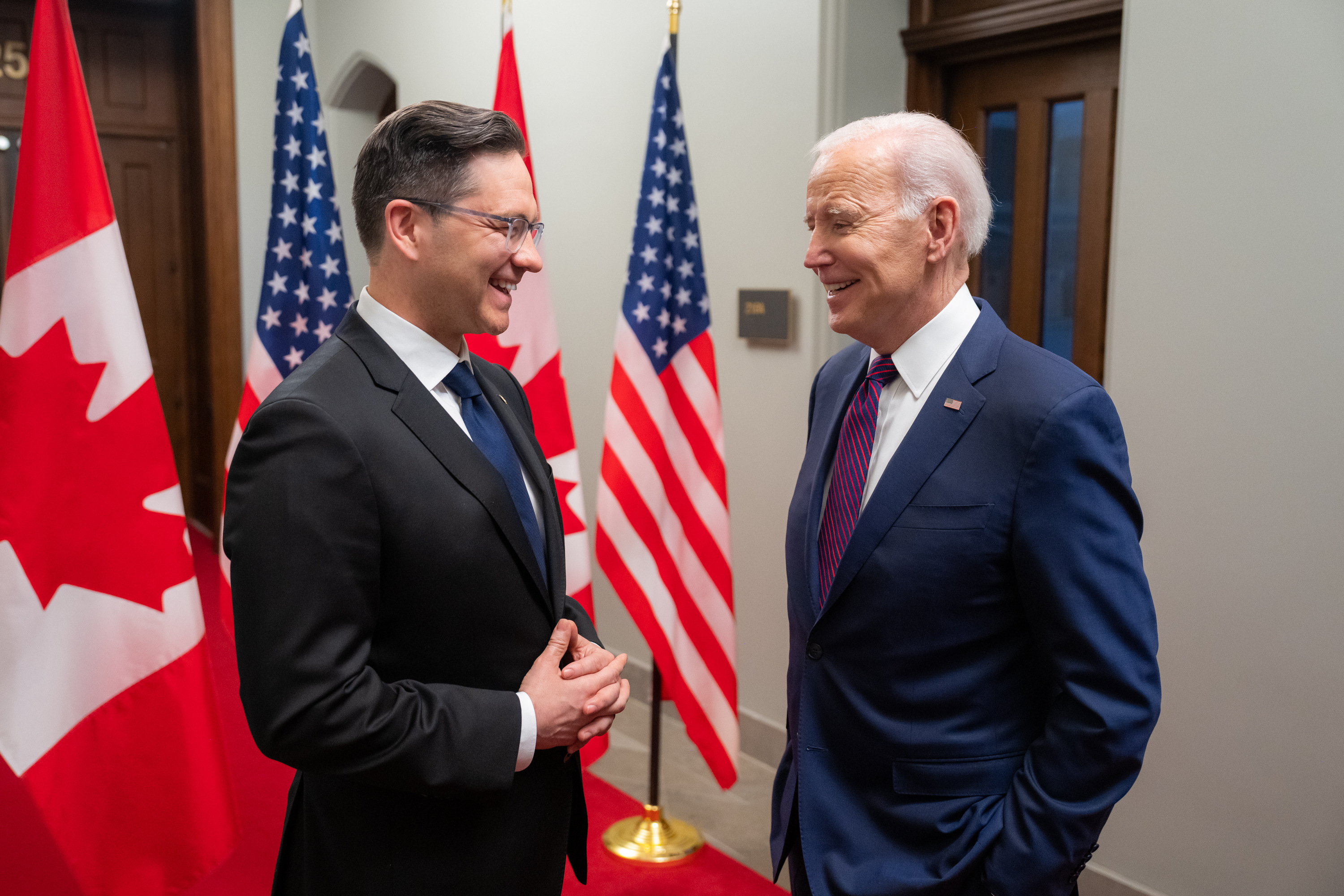
博勵治與到訪加國的美國總統拜登談笑風生（攝於2023年3月24日）

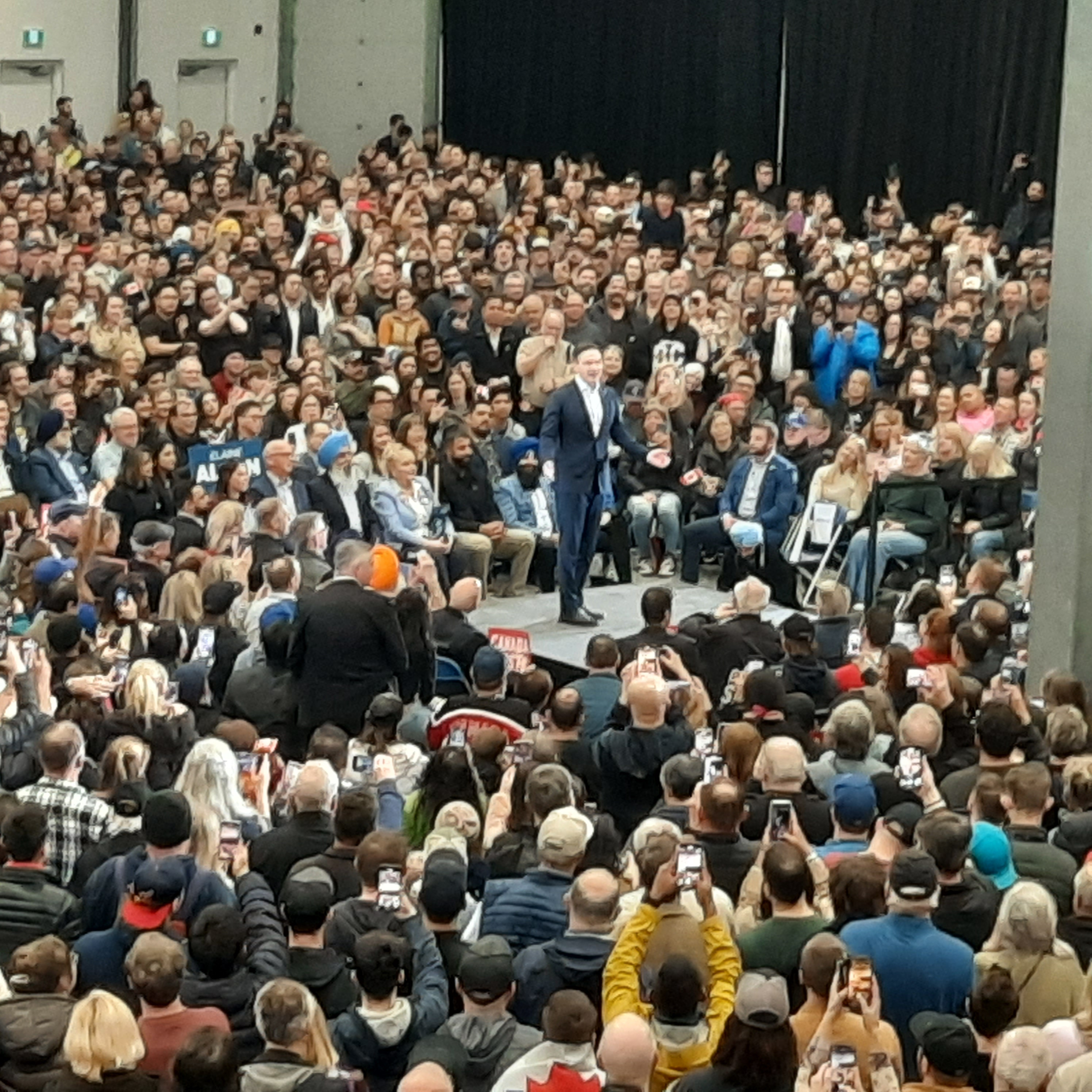
博勵治在卑詩省素里的2025年聯邦大選造勢集會（攝於2025年3月27日）

2022年10月12日，博勵治公佈了他的影子內閣，其中包括他的黨魁選舉對手劉易斯和艾齊森。
他的保守黨在11月提出了一項動議，要求審計聯邦在COVID-19疫情時的支出，包括受到批評的ArriveCAN。該議案獲得通過。随後審計員發現聯邦政府“向不符合條件的個人多付了46億美元”，以及“至少向個人和雇主支付了274億美元”，後者則有待進一步調查。2023年1月，博勵治呼籲議會調查自由黨政府與麥肯錫公司的關係，因為一份報告顯示，在2015年自由黨上台後，聯邦合同的價值從220萬美元增加到6600萬美元。
2023年6月19日，博勵治和他的黨團投票支持自由黨政府為加拿大範圍內的“早期學習和托兒系統”提供長期資金的立法。6月27日，博勵治在回答記者提問時批評杜魯多干涉新不倫瑞克省關於LGBT學生的713政策，稱其為“省級政策”，並表示“總理無權做出本應由各省和家長做出的決定”。2023年10月20日，在艾伯塔省關於是否退出加拿大退休金計劃的持續辯論中，博勵治在一份電子郵件聲明中「鼓勵艾伯塔人留在加拿大退休金計劃」。博勵治表示，“今天對加拿大退休金計劃的意見分裂完全是杜魯多攻擊艾伯塔省經濟的結果。”
作為2022年11月加拿大安全情報局指控中華人民共和國政府干涉2019年和2021年加拿大聯邦大選的餘波，2024年6月国家安全和议员情报委员会发布一份报告指，一小撮加拿大眾议员以及参议员蓄意协助外国政府干预加拿大政治並特別指出干涉的還有印度和伊朗等國。此前，博勵治自成為保守黨黨魁和反對黨領袖以來一直拒絕任何獲得「安全許可」來看這樣的國防機密，而這份報告並沒有改變他的想法，因為博勵治認為安全許可會被總理杜魯多用來阻止他在外國干涉問題上自由發言和批評政府。2024年10月16日，杜魯多告訴外國干涉委員會，他看到了明顯有外國干涉風險的保守黨議員和候選人的名字但同時亦承認意識到自由黨議員也受到外國干預的影響，卻沒有具體說明採取了哪些行動來解決這些問題。杜魯多曾指示安全情報局將該信息傳遞給博勵治，但表示博勵治缺乏「安全許可」，令他無法看到這些機密資訊。博勵治回應指責杜魯多撒謊，並要求總理不論執政黨或反對黨，向全國公開這些眾议员和参议员的名字。杜魯多至今亦沒有公開名字。博勵治於10月29日表示他一旦上台會向全國公開所有參與外國干涉的議員名字，並對相關問題保持公開透明態度。
2024年9月25日，保守黨向自由黨少數政府提出不信任動議，但自由黨獲新民主黨和魁人政團支持而未獲通過。12月9日保守黨再提不信任動議並得到魁人政團支持，但自由黨獲新民主黨支持而未獲通過。
博勵治連續兩年獲加新社選為2023年和2024年加拿大年度新聞人物。

#### 美加墨貿易戰
美國發起2025年美加墨貿易戰後，博勵治再次重申加拿大是一個獨立主權的國家而且永遠不會成為美國的一個州，並譴責美國總統當勞·特朗普的關稅，稱其為「大規模、不公正且毫無正當理由的關稅」。他要求政府立即結束國會休會狀態（杜魯多於2025年1月6日宣佈辭職後留任總理和自由黨黨魁直至新黨魁繼任總理，並且已請示總督宣佈國會休會至3月24日讓黨魁選舉在此期間能順利進行，以免因反對黨提出不信任動議而可能提前倒台），並採取反制措施，包括對等關稅，並用這些關稅收入來幫助「受影響的工人和企業」。此外，他再次呼籲政府進行大規模減稅，並推出其他經濟刺激措施以應對危機。他亦呼籲加強邊境管制，例如：立即派遣加拿大軍隊前往邊境、增加至少2000名邊境特工，並將加拿大边境服务局權力擴展到整個邊境，而不僅僅是過境點，以及安裝高性能掃描器、邊境監視塔和卡車無人機系統，以發現邊境入侵行為。
2025年3月7日，博勵治在記者會上稱在特朗普永久取消所有關稅之前，不應取消或推遲報復性關稅。此前，加拿大財政部長多米尼克·勒布朗表示，因為特朗普再次推遲關稅期限至4月2日，自由黨政府也將報復性關稅的期限推遲至4月2日。

#### 2025年聯邦大選
博勵治的保守黨在這屆議會贏得了5場補選，分別守住了4個席位，並且增加了1個席位。2024年6月24日，保守黨贏得了先前由自由黨自1993年以來控制的多倫多—聖保羅選區。這標誌著在博勵治領導下，保守黨首次贏得了先前由另一黨守住的選區，並且代表保守黨自2015年以來成功攻入多倫多等大都市的市中心，其勢力在市中心外圍的鄰近都市區域將會比以往更強。
根據大多數民意調查，博勵治擔任黨魁的第一年，保守黨僅以微弱優勢領先自由黨。然而自2023年夏季起，保守黨的民調支持率大幅上升，領先優勢擴大至兩位數持續至今。美國總統當勞·特朗普於2025年2月發動美加墨貿易戰威脅課徵加拿大25%的關稅後，自由黨政府在聚旗效應的加持下其支持率大幅回升。
在2025年聯邦大選中，保守黨在博勵治領導下在安大略省的大多倫多地區、一些工人階級地區（如溫莎和安省北部）、和卑詩省的溫哥華島及周邊北部海濱地區有所收獲 ，席位總數從120席增至144席，並取得了自2003年該黨成立以來的最高民選票數。然而，自由黨在特朗普和美加關係的背景下組成了少數政府第四次連任，博勵治則在渥太華卡爾頓選區敗給了自由黨候選人。卡爾頓是許多聯邦公務員的住所。當地選民向傳媒表示，博勵治支持2022年自由車隊的抗議活動，該活動佔據了市中心一部分，加上他承諾削減公務員及政府開支，這些因素最終導致了他在該選區的落敗。
2025年5月2日，亞伯達省巴特河—克勞福特選區眾議院議員達米安·庫雷克自願宣布辭職，以留下一個空缺議席讓博勵治在該選區參選，博勵治對庫雷克的舉動表示感謝。庫雷克於2025年6月17日正式辭職。

### 第二次任反對黨領袖
2025年8月18日博勵治於亞伯達省巴特河—克勞福特選區聯邦補選以壓倒性優勢當選，重返國會。

## 政治立場
博勵治稱自己為“真正的保守派”，即藍色托里派（Blue Tory），而部分記者將其形容為自由意志主義者和民粹主義者，許多記者也為其民粹主義標籤提供不同註解。
| 議題           | 概括 |
| -------------- | --- |
| 財政           | 他認為巨額預算赤字是通貨膨脹的原因。 - 提議實施"現收現付法" （Pay-as-you-go-law），要求政府通過削減其他地方的費用來抵消任何新的支出。他引用了美國前總統克林頓政府時期實施相關法案後美國成功平衡預算。 - 支持正常化包括比特幣在內的加密貨幣。他表示，加拿大需要減少對政客和銀行家的財務控制，而人民需要更多的財務自由，這包括擁有和使用加密貨幣、代幣、智能合約和去中心化金融的自由。除此之外，他想讓加拿大成為“世界區塊鏈之都”，並認為聯邦政府正在“破壞”加元。 - 博勵治曾表示，加拿大央行行長Tiff Macklem是自由黨總理賈斯汀·特魯多的“個人ATM”。Macklem通過印鈔購買政府債券誤入了財政政策，用於為COVID-19大流行的赤字支出提供資金。由他領導的政府將解僱Tiff Macklem，新的央行行長將完全專注於貨幣政策和保持年度通貨膨脹率在2%的目標。保守黨政府將削減開支和減少赤字以幫助降低通脹，從而不再需要更高的利率，同時將貨幣政策留給獨立的中央銀行。 - 博勵治支持取消對加拿大廣播公司 (CBC) 的資助，並表示政府可以通過這樣做節省10億美元或年度聯邦預算的0.9%。他提議將CBC的總部改建為經濟負擔得起的房屋，將其他聯邦建築改建為公寓大廈。 - 羅渣士通訊集團收購蕭氏通訊後，博勵治表示加拿大需要更多的電信競爭，並提議“每個市場至少有四個競爭對手”。 - 2023年10月，他呼籲財政部長方慧蘭阻止加拿大皇家銀行收購匯豐銀行，以保護抵押貸款的競爭。 - 削減所得稅。 - 取消資本利得稅的上調。 - 就任總理後60天內成立一個由農民、企業家和工人組成的稅制改革工作組，根據他們的建議來減少工作、招聘和生產方面的稅收；並且減少窮人和中產階級繳納的稅款比例、削減用稅款資助的企業福利、嚴厲打擊海外避稅天堂、簡化稅務規定以減少20%的文書工作。 |
| 房屋和基礎設施 | 博勵治將缺乏新住房問題歸咎於官僚主義，自由黨政府設置了太多的房屋建設障礙，使得房源供不應求。 - 移民數量的增長不應超過增加的住房數量。並且有必要審查和檢閱自由黨政府在移民方面很野心勃勃的目標，以避免當前房屋危機惡化。 - 取消向售價低於100萬元的新房屋徵收聯邦商品及服務稅，並會推動各級政府取消省級商品及服務稅。這新政策將使加拿大人購買一間價值80萬元房屋會節省4萬元，並刺激每年另外建造3萬套房屋。並且將透過廢除自由黨失敗的「住房加速基金」和「住房基礎設施基金」來支付減稅費用。由於該政策刺激了住房建設，預計政府會在不用增加所得稅的情況下獲得收入。 - 提議要求“嚴重負擔不起房屋”的城市將新建住房數量增加15%，以繼續獲得聯邦基礎設施資金。 - 另外補償其他城市建造額外的住房、計劃出售15%他認為未充分利用的37,000座政府建築物，以便將它們改造成經濟負擔得起的房屋。 - 在政府組成後30天內召集各省省長會面，就盡可能消除省際貿易壁壘達成協議。除此之外，保守黨將優先尋求達成一套標準的卡車運輸規則協議，以使價值數十億美元的貨物向東西方運輸，並為達成協議的省份提供自由貿易獎金。 |
| 醫療保健       | 博勵治支持加拿大的公共醫療保健，並表示「我相信每個人都應該能夠獲得公共醫療保健。這是我一生所依賴的系統。」 - 計劃透過對醫生和護士實施省際標準化來解決加拿大的醫療保健短缺問題。他將其稱為“Blue Seal”計劃，以技術行業中使用的Red Seal為藍本，頒發國家執照允許合格的醫生和護士在全國任何省份工作以緩解醫護人員短缺問題，也將使在外國培訓的醫護人員或移民更容易在加拿大找到工作，以增加醫護人員的數量。 類似的提議得到了加拿大醫學協會的支持。 - 博勵治承諾支持杜魯多政府為各省制定的2023年醫療保健資金計劃，但與各省省長一樣批評資金過低，並指責杜魯多在其他地方超支。 - 增加醫療撥款支出，絕對不會削減醫療撥款、並可以通過削減其他領域（聘請外部顧問諮詢費）的支出來為醫療保健方面提供更多資金。 2022年，他提出了私人法案C-377，即《防止政府授權強制性疫苗政策法案》，該法案將終止聯邦政府強制執行與COVID-19相關的強制性疫苗政策。2022年10月，已成為保守黨黨魁的他投票支持保守黨私人議員修改《刑事法典》的法案，禁止強迫衛生專業人員在對患者實施安樂死的行為，以維護《權利和自由憲章》第2(a)條中的“意識自由”。但所有自由黨、新民主黨和魁人政團議員投票反對，該法案被否決。 |
| 環境           | - 廢除自由黨政府的消費者碳稅 ，以及廢除整個自由黨政府的碳定價法，包括針對企業和工業的碳稅。 - 贊成使用環境科技並設定目標以減少與碳相關的排放以及允許各省採取自己的方法來降低碳排放，而不會強迫他們徵收像碳稅這樣的稅。他亦提議使用新興技術，如碳捕集與封存和小型模塊化反應堆。 - 計劃透過批准更多生產汽車和電池所需的鋰、鈷和銅的開採來增加電動汽車的產量。在魁北克演講時，他呼籲減少“繁文縟節”，並表示他將允許建造更多水力發電大壩。 - 博勵治認為加拿大的能源比其他國家更清潔，並提議禁止進口外國石油，並對現任政府取消的所有管道項目進行審查。 - 廢除兩項他稱之為“反能源”的法案：C-48法案（禁止一定規模的油輪停靠在不列顛哥倫比亞省北部海岸的法律）和C-69法案（評估加拿大環境的法律）。 |
| 社會問題       | - 博勵治支持墮胎。他表示，由他領導的政府不會尋求重啟墮胎辯論。與大多數保守黨議員一樣，博勵治在2005年投票反對同性婚姻合法化，儘管他後來改變了之前的立場，並在2020年稱同性婚姻是“成功的”。他在國會表決相關議題時的自由投票中投票贊成禁止LGBT迴轉治療。 - 他反對將鴉片類藥物合法化，主張為那些吸毒上癮的癮君子提供戒毒治療和康復服務，而毒販應該面臨“嚴厲的監管和判決”。 - 提議將毒販的刑罰應與犯下謀殺罪行相同，希望對販賣超過40毫克芬太尼的罪犯處以強制性終生監禁、毒品數量在20毫克至40毫克之間的販運者將被判處15年監禁。 - 博勵治呼籲聯邦政府撤銷C-75法案中的「抓後即放」 保釋政策。他提倡的政策將只針對暴力慣犯並應該被拒保釋，並被拘禁直到審判結束，而低風險犯罪者仍將獲保釋。他更指低收入社區容易受到暴力犯罪影響，因此反對杜魯多的保釋政策，反而可保護弱勢社群。 - 博勵治就讓原住民社區更直接地徵收其土地上的資源項目產生的聯邦稅收的提案推動廣泛諮詢。他說原住民稅務委員會（First Nations Tax Commission）幾十年來一直致力於獲得地方收入儲備，並成功地確保了原住民在1980年代徵收自己的財產稅的權利，最近該委員會一直在探索如何“讓原住民重新控制他們的資源收入”的想法，這就是保守黨推動廣泛諮詢以提出提案的原因。提案會將資源公司向原住民支付的款項由聯邦政府讓出稅務抵消，這樣做的效果是收入從聯邦政府轉移到原住民政府，以確保這些項目實際上對原住民社區是有經濟效益的。原住民可以選擇加入這個新模式，讓他們從土地的工程上取得直接的金錢效益，這意味著原住民可以決定保留他們現有的稅收安排，並且保守黨的計劃將在不增加工業成本的情況下完成。                                                    |
| 外交和國防     | - 反對在烏克蘭設立禁飛區，因為他不想升級俄烏戰爭。但同意接受烏克蘭難民進入加拿大、向烏克蘭提供援助、對俄羅斯的寡頭和商品實施制裁以及向歐洲提供加拿大的能源以幫助歐洲減少對俄羅斯能源的依賴。 - 建立「外國代理人注冊處」 ，任何受外國政府賄賂以影響加拿大政治的人需要公開註冊其姓名，以及加強反間諜法，對任何代表外國政府從事間諜活動的人實施更嚴厲的懲罰。「只要任何人收了外國政府的錢進行遊說，就需要註冊登記。這不是針對任何特定國家，只要是外國政府，就算是為美國、英國政府遊說也要註冊。」 - 博勵治承諾將對加拿大發出的所有外國援助進行審查，以確保資金不會最終落入哈馬斯等恐怖組織手中。削減浪費的外國援助，並且不允許資金流向獨裁者、恐怖組織和跨國官僚機構，並努力實現加拿大對北約的軍事支出承諾，即達到佔國內生產總值（GDP）2%的標準和將外國援助的資金投資在加拿大軍隊上。 - 在國防方面减少依賴美國。“杜魯多的國防計劃是依靠拜登或特朗普來保護加拿大。這讓美國掌控了加拿大的未來——我不希望這樣。” - 向加美邊境派遣軍隊和直升機，增加2,000名新的邊境特工，並賦予加拿大邊境服務局全面邊境管控權力。建造邊境監視塔並部署可以發現邊境入侵的卡車無人機系統、追蹤離境情況以便我們了解哪些被驅逐出境的人實際上已經離開。 - 透過在伊魁特建立冷戰以來第一個永久性北極基地、為加拿大皇家海軍配備兩艘超重型破冰船和2000多名加拿大遊騎兵來重新控制加拿大的北極。 |
| 言論自由       | - 廢除C-11法案和C-36法案，博勵治將其形容為加拿大的審查制度。如果大學不遵守保護言論自由的《權利和自由憲章》第2(b)條，由他領導的政府會取消對大學的直接聯邦研究和其他撥款。他還表示，他將任命一名“言論自由監護人”（條件是他們是前法官），以確保大學遵守第2(b)條，調查潛在的學術審查，並向聯邦政府報告拒絕接受的大學和建議對不支持第2(b)條的大學削減直接聯邦撥款。 |
| 移民           | - 將移民數量減少到前總理哈珀時代的水平，並驅逐那些持有臨時簽證而且違反加拿大法律的人 - 將確保人口增长率低於就業、住房和醫療保健的增長率。 - 計劃要求加拿大大學在接受國際學生的註冊申請之前確保他們有住宿和有能力支付費用，並且有「正規教育機構的真實錄取通知書」，他才會允許發出簽證。 - 將在上任後與各省談判協議，在收到申請後60天內為合格的專業人士頒發執照，提供助學貸款以幫助新移民通過考試，並允許移民在移居加拿大之前獲得執照。 - 呼籲對非法移民採取更嚴厲的政策，並指責杜魯多政府繼續允許羅克瑟姆路的非法過境人士。2023年，他表示應透過修改《加拿大-美國安全第三國協議》來關閉非正常過境點並消除允許非法移民的漏洞。繼美國候任總統特朗普因非法移民和毒品問題威脅要對加拿大徵收高關稅後，他要求聯邦政府收緊簽證規則和限制尋求庇護者的人數。 |
| 美加墨貿易戰   | - 對美國總統當勞·特朗普不合理的關稅威脅實施同等規模的關稅報復，並將全部收益用於補償直接受到影響的企業和工人。其餘部分將用於為加拿大人減稅。一分錢都不會用於其他政府支出。 - 在特朗普永久取消所有關稅之前，不會取消或推遲報復性關稅。 |
| 其他           | - 修改《利益衝突法》，要求任何政黨的黨魁候選人在成為正式候選人後30天內向道德專員披露其財務狀況，並在 60天內向公眾公開，並取消使用保密信托的選項。他指出目前利益衝突法和法規均不適用於不是公職人員的2025年加拿大自由黨黨魁選舉候選人馬克·卡尼，因此他拒絕完全披露自己的財務狀況。 - 一些批評人士聲稱，博勵治在某些問題上與唐納德·特朗普立場一致，而一些記者則否認應將博勵治與特朗普進行比較，因為博勵治在移民、社會化醫療以及支持墮胎權方面的立場與特朗普不同。博勵治自己也拒絕將他與特朗普比較。 |

## 個人生活

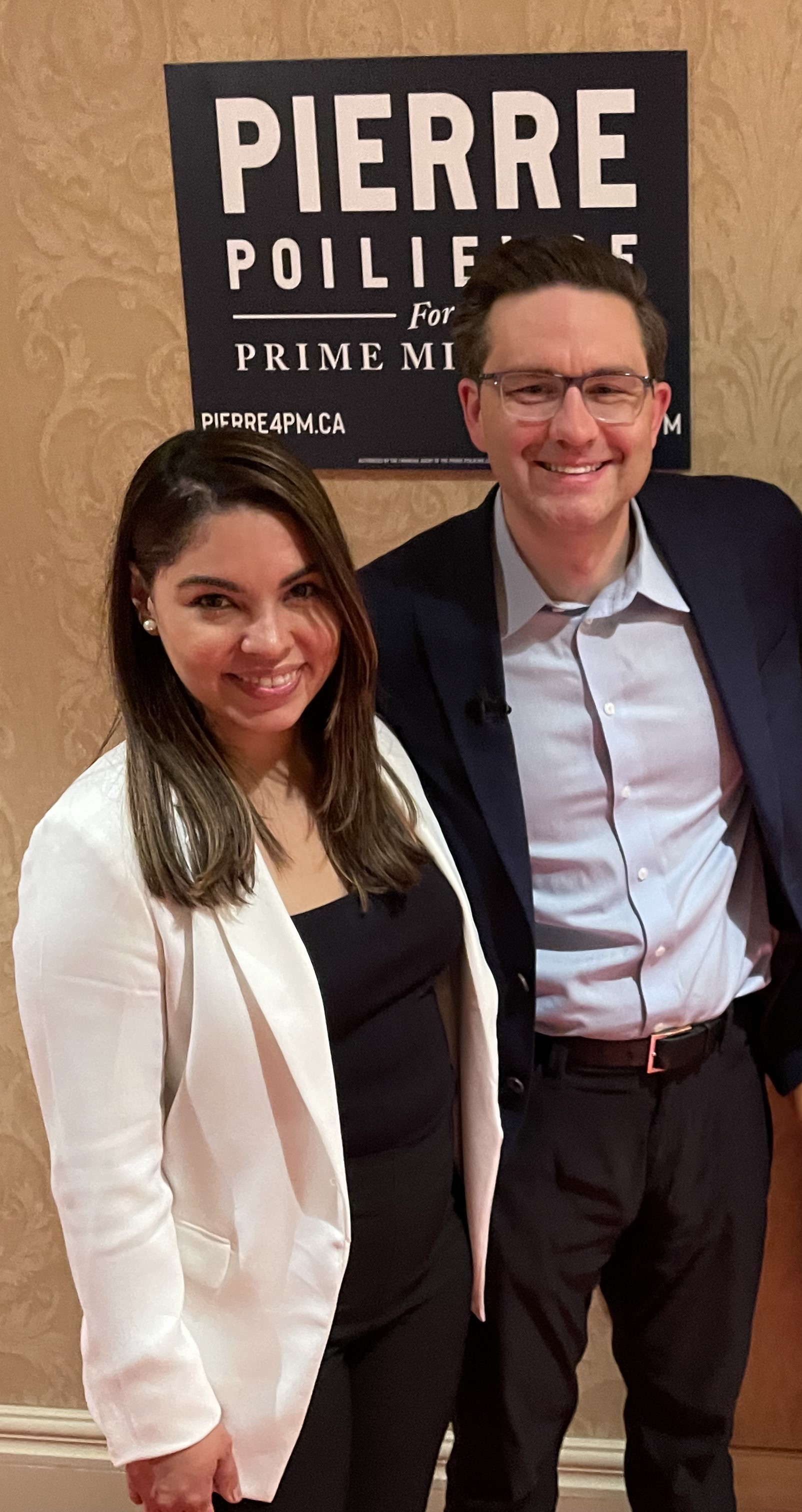
博勵治和他的妻子在競選保守黨黨領選舉的造勢集會上（2022年4月）

搬到渥太華後，博勵治與保守黨政治顧問Jenni Byrne交往，直到2011年結束關係。2018年1月，博勵治在葡萄牙與加拿大上議院助手Anaida Galindo結婚，並舉行婚禮。他們的第一個孩子Valentina Alejandra Poilievre Galindo於2018年10月17日出生。2021年9月12日，博勵治迎來了他的第二個孩子Cruz Alejandro Poilievre。
博勵治能說流利的英語和法語。博勵治在X和YouTube等社交媒體平台上擁有大量關注者。

## 選舉歷史
| 年度 | 選舉屆數                      | 選區            | 所屬政黨     | 得票數 | 得票率 | 當選標記 | 備註 |
| ---- | ----------------------------- | --------------- | ------------ | ------ | ------ | -------- | ---- |
| 2004 | 第三十八屆國會議員選舉        | 尼皮安-卡爾頓   | 加拿大保守黨 | 30,420 | 45.70% |          |      |
| 2006 | 第三十九屆國會議員選舉        | 尼皮安-卡爾頓   | 加拿大保守黨 | 39,260 | 54.70% |          |      |
| 2008 | 第四十屆國會議員選舉          | 尼皮安-卡爾頓   | 加拿大保守黨 | 39,915 | 55.84% |          |      |
| 2011 | 第四十一屆國會議員選舉        | 尼皮安-卡爾頓   | 加拿大保守黨 | 43,477 | 54.45% |          |      |
| 2015 | 第四十二屆國會議員選舉        | 卡爾頓          | 加拿大保守黨 | 27,762 | 46.86% |          |      |
| 2019 | 第四十三屆國會議員選舉        | 卡爾頓          | 加拿大保守黨 | 32,147 | 46.35% |          |      |
| 2021 | 第四十四屆國會議員選舉        | 卡爾頓          | 加拿大保守黨 | 35,356 | 49.90% |          |      |
| 2025 | 第四十五屆國會議員選舉        | 卡爾頓          | 加拿大保守黨 | 39,585 | 45.83% |          |      |
| 2025 | 2025年巴特河—克勞福特選區補選 | 巴特河—克勞福特 | 加拿大保守黨 | 40,548 | 80.4%  |          |      |

| 2022年加拿大保守黨黨魁選舉 | 2022年加拿大保守黨黨魁選舉 | 2022年加拿大保守黨黨魁選舉 | 2022年加拿大保守黨黨魁選舉 | 2022年加拿大保守黨黨魁選舉 |
| 候選人                     | 首輪投票                   | 首輪投票                   | 首輪投票                   | 首輪投票                   |
| 候選人                     | 分數                       | %                          |                            |                            |
| -------------------------- | -------------------------- | -------------------------- | -------------------------- | -------------------------- |
| 博勵治                     | 22,993.42                  | 68.15                      |                            |                            |
| 莊社理                     | 5,421.62                   | 16.07                      |                            |                            |
| 萊斯利·劉易斯              | 3,269.54                   | 9.69                       |                            |                            |
| 羅曼·巴伯                  | 1,696.76                   | 5.83                       |                            |                            |
| 斯科特·艾齊森              | 356.66                     | 1.06                       |                            |                            |
| Total                      | 33,737.99                  | 100.00                     |                            |                            |
| Sources: 保守黨            |                            |                            |                            |                            |